# فرتون آدم
فرتون آدم (بالإنجليزية: Fartuun Adan)‏هي ناشطة اجتماعية صومالية الجنسية. حصلت على جائزة أشجع امرأة دولية في عام 2007 والتي تقدمها وزارة الخارجية الأمريكية.

## السيرة الذاتية
نشأت فرتون في الصومال. كانت متزوجة من إلمان علي أحمد ، رجل أعمال محلي وناشط سلام. كان للزوجين أربع بنات. في عام 1996 ، في ذروة الحرب الأهلية ، قُتل إلمان بالقرب من منزل العائلة في جنوب مقديشو. هاجرت لاحقًا إلى كندا في عام 1999 ، في عام 2007 ، عادت إلى الصومال للدفاع عن السلام وحقوق الإنسان. في 20 نوفمبر 2019 ، أكدت السلطات المحلية إصابة ابنتها الماس ، التي عادت بدورها إلى الصومال كعاملة إغاثة ، بالرصاص في سيارة قرب مطار مقديشو.

## المهنة
فرتون هي المديرة التنفيذية لمركز إلمان للسلام و حقوق الإنسان ، وهي منظمة غير حكومية مقرها مقديشو تأسست تكريماً لزوجها الراحل. تشغل منصب المديرة التنفيذية للمنظمة ، بينما تعمل ابنتها إلواد إلمان  معها. من خلال المركز ، شاركت أيضًا في تأسيس أخوات  الصومال ، وهو أول برنامج في البلاد لمساعدة ضحايا العنف الجنسي.

## الجوائز
في عام 2013 ، مُنحت فرتون جائزة المرأة الدولية الشجاعة من وزارة الخارجية الأمريكية.  في عام 2014 ، حصلت أيضًا على جائزة من الحكومة الألمانية لعملها مع مركز إلمان للسلام وحقوق الإنسان.
كانت فرتون آدم ، مع ابنتها إلواد إلمان  ، من بين المرشحين النهائيين لجائزة أورورا لصحوة الإنسانية في عام 2017.